# Авл Вергиний Трикост Рутил
Авл Вергиний Трикост Рутил (лат.  Aulus Verginius Tricostus Rutilus; VI—V века до н. э.) — римский политический деятель из патрицианского рода Вергиниев, консул 476 года до н. э. Согласно Капитолийским фастам, он был сыном Прокула и внуком Опитера. Последний — предположительно Опитер Вергиний Трикост, консул 502 года до н. э. Братьями Авла могли быть Прокул Вергиний Трикост Рутил и Тит Вергиний Трикост Рутил, консулы 486 и 479 годов до н. э. соответственно.
Авл Вергиний стал консулом вместе со Спурием Сервилием во время войны с Вейями. Войска последних с предыдущего года удерживали Яникульский холм. Столкнувшись из-за этого с угрозой голода, консулы начали решительные действия, о которых источники рассказывают по-разному.
Согласно Дионисию Галикарнасскому, Вергиний и Сервилий вместе возглавляли атаковавшую Яникул армию. Вергиний командовал на правом фланге и, несмотря на частичный успех, удержал своих людей от преследования противника. Люди Сервилия же понесли большие потери. Тем не менее позже вейянцы ушли с Яникула из-за отсутствия подкреплений. Согласно Титу Ливию, Сервилий атаковал Яникул только со своим войском и потерпел поражение, так что только прибытие на поле боя Вергиния спасло римлян от полного поражения. Действуя совместно, консулы уничтожили всю армию противника.
По истечении срока консульства Спурий Сервилий был привлечён народными трибунами к суду из-за его неумелого командования, но был оправдан. Оба основных источника указывают на важную роль показаний Вергиния, поддержавшего своего экс-коллегу.